# Liomys pictus
Liomys pictus là một loài động vật có vú trong họ Chuột kangaroo, bộ Gặm nhấm. Loài này được Thomas mô tả năm 1893.